# Caaeteboia
Caaeteboia is een geslacht van slangen uit de familie toornslangachtigen (Colubridae) en de onderfamilie Dipsadinae.

## Naam en indeling
De wetenschappelijke naam van de groep werd voor het eerst voorgesteld door Zaher, Grazziotin, Cadle, Murphy, Moura-Leite & Bonatto in 2009. Het was lange tijd een monotypisch geslacht, tot in 2020 de soort Caaeteboia gaeli tot het geslacht werd gerekend. 

### Soorten
Het geslacht omvat de volgende soorten, met de auteur en het verspreidingsgebied.
| Naam               | Auteur                                                                                 | Verspreidingsgebied                                                                    |
| ------------------ | -------------------------------------------------------------------------------------- | -------------------------------------------------------------------------------------- |
| Caaeteboia amarali | Wettstein, 1930                                                                        | Brazilië (Bahia, Minas Gerais, Paraná, Santa Catarina, Espírito Santo, Rio de Janeiro) |
| Caaeteboia gaeli   | Montingelli, Barbo, Pereira-filho, Santana, Rodrigues-frança, Grazziotin & Zaher, 2020 | Brazilië (Paraíba)                                                                     |

## Verspreidingsgebied
De soorten komen voor in delen van Zuid-Amerika en leven endemisch in Brazilië in de deelstaten Bahia, Minas Gerais, Paraná, Santa Catarina, Espírito Santo, Rio de Janeiro en Paraíba.